# پاولین کارتون
پاولین کارتون (فرانسوی: Pauline Carton‎؛ ۴ ژوئیهٔ ۱۸۸۴ – ۱۷ ژوئن ۱۹۷۴) هنرپیشه اهل فرانسه بود. وی بین سال‌های ۱۹۱۲ تا ۱۹۷۰ میلادی فعالیت می‌کرد.
از فیلم‌هایی که وی در آنها نقش داشته است می‌توان به طولانی‌ترین روز، بی‌نوایان، اعترافات یک متقلب، خون یک شاعر و ناپلئون اشاره کرد.